# Walt Whitman
Walter «Walt» Whitman (West Hills, Nueva York; 31 de mayo de 1819-Camden, Nueva Jersey; 26 de marzo de 1892) fue un poeta, enfermero voluntario, ensayista, periodista y humanista estadounidense. Su trabajo se inscribe en la transición entre el trascendentalismo y el realismo filosófico, incorporando ambos movimientos a su obra. Está considerado entre los más influyentes escritores del canon estadounidense y ha sido llamado el padre del verso libre. Su trabajo fue muy controvertido en su tiempo, en particular por su libro Hojas de hierba, descrito como obsceno por sus abiertas referencias a la homosexualidad.

## Importancia
Considerado como el padre de la poesía estadounidense moderna, su influencia ha sido amplia también fuera de ese país. Entre los escritores que se han visto marcados por su obra figuran Rubén Darío, Wallace Stevens, León Felipe, D.H. Lawrence, T. S. Eliot, Fernando Pessoa, Pablo de Rokha, Federico García Lorca, Hart Crane, Jorge Luis Borges, Pablo Neruda, Ernesto Cardenal, Henry Miller, Allen Ginsberg o John Ashbery, entre otros.
Nacido en un pequeño caserío rural en el centro de Long Island, New York, trabajó como periodista, profesor, empleado del gobierno y enfermero voluntario durante la guerra civil estadounidense. Al inicio de su carrera, también produjo una novela, Franklin Evans (1842). Su obra maestra, Hojas de hierba, fue publicada en 1855, costeada por él mismo. El libro fue una tentativa de tender los brazos hacia el ciudadano común con una épica americana. La obra fue revisada y ampliada durante el resto de su vida, siendo publicada la edición definitiva en 1892. Al final de su vida, y tras sufrir un derrame cerebral, se trasladó a Camden, Nueva Jersey, donde su salud empeoró. Murió a los 72 años y su funeral se convirtió en un espectáculo público.
La sexualidad de Whitman ha sido tan discutida como su obra. Si bien comúnmente se le ha considerado como homosexual o bisexual, no está claro el que Whitman tuviese alguna relación sexual con otro hombre, por lo que los biógrafos continúan debatiendo.
El poeta se refirió a temas políticos durante toda su vida. Apoyó la cláusula Wilmot y se opuso a la extensión de la esclavitud, si bien fue muy crítico con el movimiento abolicionista. En 1865 escribió el famoso poema O Captain! My Captain! (¡Oh, Capitán! ¡Mi Capitán!) en homenaje a Abraham Lincoln después de su asesinato.

## Biografía

### Primeros años
Walter Whitman nació el 31 de mayo de 1819 en West Hills, un pueblo de Huntington (Long Island). Sus padres, Walter y Louisa Van Velsor Whitman, tenían creencias afines a los cuáqueros, una comunidad religiosa sin credo definido que pretende revivir el cristianismo primitivo. Fue el segundo de nueve hijos e inmediatamente fue apodado «Walt» con el fin de distinguirlo de su padre.
De sus siete hijos varones, Walter Whitman llamó a tres como los líderes americanos Andrew Jackson, George Washington y Thomas Jefferson. El mayor fue llamado Jesse y hubo otro más que murió a los seis meses sin recibir nombre. El sexto hijo de la pareja fue llamado Edward.
A los cuatro años, Whitman se muda con su familia de West Hills a Brooklyn, trasladándose de casa en casa con gran precariedad, en parte debido a malas inversiones. Whitman recordaría más tarde que su niñez fue un tiempo de escasez cuando no de infelicidad por las dificultades económicas de la familia. Sin embargo, vivió momentos felices como cuando, durante una celebración en Brooklyn del 4 de julio (Día de la Independencia de los Estados Unidos) de 1825, fue levantado en el aire y besado por el Marqués de Lafayette.
A la edad de once años Whitman terminó sus estudios formales. Luego comenzó a trabajar para llevar dinero a su familia. Fue empleado de oficina para dos abogados y más tarde pasó a ser aprendiz en el semanario de Long Island The Patriot, editado por Samuel E. Clements. Allí Whitman aprendería sobre impresión y tipografía y también allí, por primera vez, escribiría composiciones sentimentales.
Clements se vio envuelto en una controversia cuando él y dos amigos más intentaron desenterrar el cuerpo de Elias Hicks para fabricar un molde de plástico con su cabeza. Poco después, dejaría The Patriot, posiblemente como resultado de esta polémica.
Al año siguiente Whitman trabajó para otra imprenta, Erastus Worthington, en Brooklyn. Su familia se mudó nuevamente a West Hills en la primavera, pero él se quedó y tomó un trabajo en la tienda de Alden Spooner, editor del semanario The Long-Island Star. Mientras trabajaba en el Star, Whitman se convirtió en el patrón de la librería local, se unió a debates sociales sobre la ciudad, comenzó a asistir a representaciones teatrales y anónimamente publicó algunos de sus primeros poemas en el New York Mirror. A la edad de dieciséis años, en mayo de 1835, abandonó el Star y también Brooklyn. Se mudó a la ciudad de Nueva York para trabajar como tipógrafo, aunque años más tarde no podría recordar dónde. Tuvo problemas para encontrar empleo, en parte por un grave incendio en la imprenta, y en parte por un colapso general de la economía que llevó al Pánico de 1837. En mayo de 1836 se reunió con su familia, que vivía en Hempstead (Long Island). Enseñó intermitentemente en varias escuelas hasta la primavera de 1838, a pesar de no estar satisfecho siendo maestro. Después, regresó a Huntington (Nueva York) para fundar su propio periódico, The Long Islander. Trabajó simultáneamente de editor, periodista y distribuidor, llegando incluso a repartir personalmente la publicación.
Luego de diez meses vendió la publicación a O.E. Crowell, que se hizo cargo a partir del número del 12 de julio de 1839. No sobrevivieron copias de esa publicación mientras fue manejado por Whitman. Durante el verano de 1839 encontró un trabajo como tipógrafo en Jamaica, Queens, en el Long Island Democrat, editado por James J. Brenton. Lo abandonó poco tiempo después, e hizo un nuevo intento como maestro desde el invierno de 1840 hasta la primavera de 1841. Durante esta etapa publicó una serie de editoriales llamados Sun-Down Papers- From the Desk of a Schoolmaster desde el invierno de 1840 hasta julio de 1841. Para estos ensayos construyó un personaje definido, técnica que utilizaría a lo largo de toda su carrera. En 1840, estando en una de sus escuelas, llamada Locust Grove School en Southold (Nueva York), se dice que fue víctima de una turba luego de que el pastor Ralph Smith de la Iglesia Presbiteriana lo acusara de cometer sodomía con alguno de sus estudiantes. La escuela apareció más tarde en ciertos mapas como la «Escuela de Sodoma». Whitman se mudó a Nueva York en mayo, donde trabajó inicialmente en un puesto de baja categoría en el Nuevo Mundo, bajo las órdenes de Park Benjamin y Rufus Wilmot Griswold. Después realizó tareas para distintos periódicos durante cortos períodos de tiempo. En 1842 fue editor del Aurora y desde 1846 hasta 1848 del Brooklyn Eeagle. Asimismo, colaboró con una publicación autónoma de ficción y poesía durante la década de 1840. Perdió su posición en el Brooklyn Eagle en 1848, cuando se alineó con el partido Barnburner, ala del partido demócrata que se manifestaba en contra del dueño del periódico Isaac Van Anden, perteneciente al sector conservador del mismo partido. Whitman fue delegado en la convención fundadora del Free Soil Party (Partido de la Tierra Libre) de 1848.

### Hojas de hierba
Whitman aseguraba que tras competir durante diez años por “los premios usuales” –reconocimientos tradicionales–, decidió convertirse en poeta. En un comienzo experimentó con una variedad de géneros populares que apelaban a los gustos culturales de la época. A principios de 1850, comenzó a escribir lo que se convertiría en Hojas de hierba, una colección poética que continuaría editando y revisando hasta su muerte. Intentó componer una épica americana única y utilizó el verso libre con una cadencia basada en la Biblia. Sobre el final de junio de 1855, sorprendió a sus hermanos con la ya impresa primera versión. George, uno de ellos, dijo: “No esperaba que valiese la pena leerlo”.
Él mismo pagó la publicación de su primera edición, que llevó a cabo en una imprenta local durante los tiempos de descanso de su trabajo comercial. Fueron impresas un total de 795 copias. La edición fue anónima y, sin embargo, ocupando la portada había un retrato suyo realizado por Samuel Hollyer. En el cuerpo del texto se llamaba a sí mismo “Walt Whitman, americano, uno de los duros, un cosmos, desordenado, carnal y sensual, no sentimental, no por encima de hombres o mujeres o aparte de ellos, no más modesto que inmodesto". El libro recibió un gran apoyo por parte de Ralph Waldo Emerson, quien escribió una carta de cinco halagadoras páginas a Whitman y  habló sobre el libro de manera excelente a sus amigos.
La primera edición de Hojas de hierba fue ampliamente distribuida y despertó un significativo interés, en parte gracias al apoyo de Emerson, pero también fue ocasionalmente criticada por el sesgo obsceno de la naturaleza de su poesía. El geólogo John Peter Lesley escribió a Emerson, llamando al libro “basura profana y obscena” y al autor “un gil pretencioso”. El 11 de julio de 1855, unos pocos días después de que Hojas de hierba fuese publicado, el padre de Whitman falleció a la edad de 65 años. En los meses consecutivos a la publicación de la primera edición de Hojas de hierba, las respuestas críticas comenzaron a centrarse en lo “ofensivo” de los temas sexuales más que en la poesía misma. A pesar de que la segunda edición estaba lista e impresa, el editor fue reticente a distribuirla. Al final esta edición salió a la venta con veinte poemas adicionales en agosto de 1856. Fue revisada y republicada en 1860, luego en 1867, y una cantidad notable de veces mientras duró la vida de Whitman. Varios famosos escritores admiraron su trabajo lo suficiente como para visitarlo. Entre ellos se cuentan Bronson Alcott y el teórico Henry David Thoreau.
Durante las primeras publicaciones de Hojas de hierba, Whitman tuvo dificultades financieras y se vio forzado a trabajar otra vez como periodista, específicamente  como editor en el Brooklyn’s Daily Times, comenzando en mayo de 1857. Revisaba los contenidos de los escritos, contribuía con críticas literarias y escribía editoriales. Abandonó el trabajo en 1859, no estando claro si fue despedido o decidió irse. Whitman, que normalmente llevaba una detallada lista de sus actividades en diarios y anotaciones, dejó muy poca información sobre sí mismo a finales de la década de 1850.

### La guerra de Secesión
Mientras comenzaba la guerra civil estadounidense, Whitman publicó su poema ¡Suenen, suenen, tambores! como una llamada patriótica para el Norte. El hermano de Whitman, George, se unió al ejército unionista y comenzó a enviarle cartas sobre hechos vividos en el frente de batalla. El 16 de diciembre de 1862 una lista de los soldados muertos y heridos publicada en The New York Tribune incluía el nombre del “teniente G.W. Whitmore”, que Whitman tomó erróneamente por su hermano George. Se dirigió hacia el sur inmediatamente para encontrarlo y sufrió el robo de su billetera durante el trayecto. “Caminando todo el día y toda la noche, incapaz de montar, tratando de conseguir información, tratando de acceder a gente importante” escribió más tarde. Profundamente conmovido por la visión de los soldados heridos y las necrosis de sus amputados miembros, partió hacia Washington en diciembre de 1862 con la intención de no volver nunca más a Nueva York.
En Washington D.C, su amigo Charley Edridge lo ayudó a conseguir un trabajo de pocas horas en una oficina del ejército, dejando tiempo a Whitman para ofrecerse de voluntario como enfermero en los hospitales militares. Escribiría sobre esta experiencia en El gran ejército de la enfermedad, publicada en un periódico neoyorquino en 1863 y, doce años más tarde, en un libro titulado Memorias de la guerra. Más tarde contactó con Emerson para pedirle ayuda en la obtención de un puesto gubernamental. Otro amigo, John Trowbridge, entregó una carta de recomendación de Emerson para Salmon P. Chase, secretario del Tesoro, esperando que garantizase a Whitman un puesto en su departamento. Chase, sin embargo, no quiso contratar al autor de un libro tan mal reputado como Hojas de hierba.
El año 1864 fue difícil para la familia Whitman. El 30 de septiembre de 1863, el hermano de Whitman, George, fue capturado por los confederados de Virginia, y otro hermano, Andrew, murió de tuberculosis causada por el alcoholismo en diciembre. Ese mes, Whitman envió a su hermano Jesse al hospital psiquiátrico de Kings County.
Su suerte cambió cuando finalmente consiguió un trabajo bien pagado como empleado de poco rango en la oficina de asuntos indios del Departamento del Interior gracias a que su amigo y poeta William Douglas O’Connor, autor de Daguerrotipos y editor del Saturday Evening Post, había escrito a William Tod Otto, asistente del Secretario del Interior, en beneficio de Whitman. Comenzó su nuevo trabajo en enero de 1865 con un salario de 1200 dólares. Un mes después, su hermano George fue liberado de su captura y consiguió una licencia a causa de su pésimo estado de salud. A principios de mayo, Whitman recibió un ascenso y publicó Redobles de tambor.
El 30 de junio fue despedido de su trabajo a causa del nuevo Secretario del Interior, anteriormente senador de Iowa, James Harlan. A pesar de que Harlan despidió a varios empleados que “raramente estaban en su escritorio”, pudo haber despedido a Whitman por motivos morales tras encontrar una edición de Hojas de hierba fechada en 1860. O’Connor protestó hasta que Hubley Ashton transfirió a Whitman a una oficina de un fiscal nacional en julio. Aun así, O’Connor, todavía molesto, vindicó a Whitman publicando un sesgado y exagerado estudio histórico, El buen poeta gris, en enero de 1866. Este panfleto, que se vendía por 50 centavos y defendía a Whitman como un completo patriota, estableció el notable apodo del poeta y aumentó su fama, a lo que también contribuyó la publicación de ¡Oh, capitán! ¡Mi capitán!, un poema relativamente convencional en memoria de Abraham Lincoln. Fue el único que fue recogido en antologías en vida de Whitman.
Uno de sus cometidos en la Oficina del Fiscal General fue entrevistar a anteriores soldados confederados para los padrones presidenciales. “Hay personajes impresionantes entre ellos”, escribiría más tarde, “y ya sabes que tengo debilidad por cualquier cosa fuera de lo ordinario”. En agosto de 1866, se tomó un mes de descanso con el propósito de preparar una nueva edición de Hojas de hierba, que no sería publicada hasta 1867 dado que tuvo problemas para conseguir editor. Tenía la intención de que fuese la última versión del libro. En febrero de 1868 los poemas de Walt Whitman se publicaron en Inglaterra gracias a William Rosseti, con cambios menores que más tarde el poeta aprobaría aunque de mala gana. La edición se convirtió en popular en Inglaterra, especialmente por los avales de la altamente reputada Anne Gilchirst.
Una nueva edición ampliada de Hojas de hierba salió a la luz en 1871, el mismo año en el que se informó falsamente de la muerte de Whitman a causa de un accidente ferroviario. Mientras su fama internacional crecía, permaneció en su puesto junto al fiscal general. Pasó mucho tiempo del año 1872 cuidando de su madre que se encontraba peleando con una artritis ya cerca de los ochenta años. También viajó y fue invitado al Dartmouth College para dar el discurso de inauguración de ese año.

### Últimos años
Después de sufrir un accidente cerebrovascular en los albores de 1873, Whitman fue animado a mudarse desde Washington a Nueva Jersey junto a su hermano George y su madre, que ya estaba muy enferma y murió ese mismo año durante el mes de mayo. Ambos sucesos fueron difíciles para Whitman y lo dejaron deprimido. Se quedó en casa de sus hermanos hasta que pudo conseguir una casa propia. Sin embargo, antes de lograrlo, pasó un período brillante en la residencia de su hermano en Candem, donde también vivía su otro hermano Edward, inválido desde su nacimiento. Fue una época altamente productiva, publicando tres versiones más de Hojas de hierba, entre otras obras. También fue entonces cuando recibió la visita de Oscar Wilde y la del pintor Thomas Eakins.
En 1884, cuando su hermano y su nuera fueron forzados a mudarse por sus negocios, compró su propia casa en el número 328 de la calle Mickle, y comenzó a tener trato con Mary Oakes Davis, una vecina viuda de un capitán de marina. Se mudó junto a Whitman en febrero de 1885 para servir de ama de llaves como pago del alquiler. Llegó a la casa junto a un gato, un perro, dos tortugas, un canario y otros animales domésticos. Durante este período Whitman produjo varias ediciones más de Hojas de hierba (1876, 1881 y 1889.)
Mientras se aproximaba el fin del año 1891, preparó una edición final llamada comúnmente Del lecho de muerte. Escribió: “Hojas de hierba al fin completo, luego de treinta y tres años de mutilaciones, en todos los tiempos y humores de mi vida, en clima pobre y completo, en todas partes de la tierra, en paz y en guerra, joven y anciano". Preparándose para su muerte hizo erigir un mausoleo de granito con forma de casa por unos cuatro mil dólares y lo visitó varias veces durante su construcción. En su última semana de vida estaba muy débil como para manejar un cuchillo o un tenedor y escribió: “Sufro todo el tiempo. No tengo alivio, ninguna escapatoria: es monotonía – monotonía - monotonía en el dolor”.
Whitman murió en marzo de 1892. Una autopsia reveló que sus pulmones habían disminuido a un octavo su capacidad normal de respiración, como resultado de una bronquitis pulmonar, y que un absceso del tamaño de un huevo en su pecho había bloqueado una de sus costillas. La causa de la muerte fue oficialmente "pleuresía en el lado izquierdo, contusión en el miembro derecho, tuberculosis general y nefritis parenquimatosa". Una vista pública de su cuerpo fue organizada en su casa de Camdem. Más de mil personas la visitaron en tres horas y según crónicas del suceso el ataúd de roble era prácticamente imposible de ver a causa de las flores y las guirnaldas que le fueron ofrendadas. Cuatro días después de su muerte fue enterrado en su tumba ubicada en el cementerio de Harleigh en Camden. Se celebró luego una segunda ceremonia pública con amigos dando discursos, música en vivo y bebidas. Un amigo de Whitman, el orador Robert Ingersoll, se encargó del discurso mortuorio. Más tarde los restos de los padres y los hermanos de Whitman y de sus familias fueron trasladados al mausoleo.

## Escritura
El trabajo de Whitman rompe los cánones de la forma poética y es generalmente cercano a la prosa. Utilizó imágenes y símbolos inusuales en poesía como hojas podridas, ramitas de paja y escombros. También escribía abiertamente sobre la muerte y la sexualidad, incluyendo la prostitución. Es frecuentemente etiquetado como el padre del verso libre, pese a que no lo inventara.

### Teoría poética
Whitman escribió en el prefacio de 1855 a Hojas de hierba: «La prueba de un poeta es que su país lo absorba sentimentalmente de la misma forma que él absorbió a su país». Creía que había una vital y simbiótica relación entre el poeta y la sociedad. Esta conexión está enfatizada especialmente en Canto a mí mismo gracias al uso de una poderosa primera persona narrativa. Como ejemplo del americano épico, se desvió del uso común de la figura del gran héroe y por el contrario asumió la identidad de la gente común. Hojas de hierba también responde al gran impacto que la reciente urbanización había tenido en las masas de los Estados Unidos.

## Estilo de vida y creencias

### Alcohol
Whitman fue portavoz del Movimiento por la Templanza y en su juventud raramente bebía alcohol. Una vez se jactó de no haber probado “licores fuertes” hasta que tuvo treinta años y ocasionalmente argumentó a favor de la prohibición. Uno de sus tempranos trabajos de ficción, la novela Franklin Evans —publicada por vez primera en noviembre de 1842—, aboga por la templanza. Whitman la escribió en la cúspide de la popularidad del movimiento washingtoniano a pesar de que el movimiento en sí mismo estaba plagado de contradicciones, como lo estaba también su personaje Franklin Evans. Años después declaró estar avergonzado del libro y lo llamó “maldita putrefacción”. Se despachó con él diciendo que lo escribió en tres días de soledad –por dinero- mientras estaba bajo la influencia del alcohol. A pesar de eso, en otros ensayos también recomienda la templanza, incluyendo The Madman y un cuento corto titulado Reuben’s Last Wish. Más tarde en su vida fue liberal con el alcohol, disfrutando de los vinos locales y del champán.

### Religión
Whitman estaba altamente influido por el deísmo. Negaba que alguna fe fuese más importante que otra y abrazaba todas las religiones por igual. En Canto a mí mismo realizó un catálogo de las grandes religiones e indicó que respetaba y aceptaba todas ellas, un sentimiento que más tarde enfatizaría en su poema With Antecedents, afirmando: «Adoptó cada teoría, cada mito, cada dios y semi dios. Veo que los viejos mitos, biblias y genealogías son ciertos, sin excepción». En 1874, fue invitado a escribir un poema sobre el movimiento espiritualista, a lo que respondió “me parece que más o menos es todo una pobre, barata y llana patraña”. Whitman era un religioso escéptico: a pesar de que aceptaba a todas las iglesias, no creía en ninguna. Dios, para Whitman, era inmanente y trascendente. Para él el alma humana es inmortal y se encuentra en un estado de constante y progresivo desarrollo.

### Sexualidad
Whitman es generalmente considerado homosexual o bisexual. Estas opiniones generan controversia y están basadas en su poesía, que retrata el amor y la sexualidad en un sentido mundano e individualista común en la cultura americana previa a la medicalización de la sexualidad a fines del siglo diecinueve. A pesar de que Hojas de hierba fue frecuentemente catalogado como pornográfico y obsceno, solo una crítica remarcaba la actividad sexual del autor. En un ensayo de 1855, Rufus Wilmot Griswold sugirió que Whitman era culpable de “ese horrendo pecado que no debe ser mencionado entre los cristianos”. Whitman tuvo intensas amistades con muchos chicos y hombres de clase obrera a lo largo de su vida. Algunos biógrafos han declarado que podría no haber llegado a tener relaciones sexuales con hombres, mientras que cartas, partes de sus diarios y otras fuentes son reclamadas como prueba de la naturaleza sexual de alguna de sus relaciones.
Según el biógrafo Reynolds, Peter Doyle sería el candidato más firme para el amor de la vida de Whitman. Doyle fue un revisor de tranvía a quien conoció en 1866 y fueron inseparables durante una década. Entrevistado en 1895, Doyle dijo: “Nos hicimos amigos inmediatamente, ponía mi mano sobre su rodilla, nos entendíamos. Al final del viaje no se apeó; de hecho hizo el camino de regreso conmigo”. En sus notas, Whitman disimulaba las iniciales de Doyle usando el código “16.4”.
Un testimonio directo de segunda mano viene de parte del ilustre Oscar Wilde. El escritor irlandés –famoso por su relación amorosa con Alfred Douglas, documentada en su carta titulada De Profundis— conoció a Whitman en Estados Unidos en 1882 y escribió al activista por los derechos homosexuales George Cecil Ives que no había dudas sobre la orientación sexual del gran poeta americano. “Todavía guardo el beso de Walt Whitman sobre mis labios” alardeó. Las únicas descripciones explícitas de la orientación sexual de Whitman son de segunda mano, por lo que sería aventurado hacer una declaración final de sus preferencias. En 1924, Edward Carpenter, en ese entonces ya anciano, describió a Gavin Arthur —quien a su vez lo documentó en su diario con precisión— un encuentro erótico que tuvo en su juventud con Whitman. Al final de su vida, cuando Whitman fue interrogado categóricamente sobre la posibilidad de que su serie de poemas escritos tras conocer a finales de los años 1850 a un adolescente llamado Fred Vaughan e intitulada Calamus fuera homosexual, sabiamente prefirió no responder.
Otro posible amante de Whitman fue Bill Duckett. Desde al menos 1880, Duckett y su abuela, Lydia Watson, subarrendaron su propiedad del 334 de Mickle Street. Dada la proximidad entre las casas, es obvio que Whitman conoció a Duckett como vecino. Su relación era cercana, y el joven usaba el dinero de Whitman cuando este lo tenía. Whitman describió su amistad como “abultada”. A pesar de que algunos biógrafos describen a Duckett como inquilino, otros lo identifican como amante. Su fotografía juntos tiene los rasgos comunes de los retratos de marido y mujer, y forma parte de una colección de fotografías del poeta junto a sus jóvenes amigos.
En 1876 conoció al joven de 18 años Harry Stafford, con quien tuvo otra relación. Whitman se hospedó en la casa de su familia ubicada en Timber Creek y le entregó al joven Stafford un anillo, que más tarde fue devuelto después de años de relación tormentosa. Stafford escribió a Whitman sobre ese anillo, diciendo: «Sabes que cuando me lo pusiste había sólo una cosa capaz de alejarme, y era la muerte».
Hay también cierta evidencia de sus relaciones sexuales con mujeres. Fue amigo de una actriz neoyorquina llamada Ellen Grey en la primavera de 1862, pero no se sabe con precisión si fue también algo de carácter sexual. Cuando se mudó a Camden todavía conservaba una vieja foto de Grey y se refería a ella como “una antigua querida mía”. Durante el final de su vida Whitman solía contar historias de sus novias y queridas anteriores y negaba la afirmación del New York Herald según la cual “nunca había tenido una relación amorosa”. Como dejó escrito su biógrafo, Jerome Loving, “la discusión sobre la sexualidad de Whitman continuará, no importa las pruebas que surjan al respecto”.

### Autoría de Shakespeare
Whitman se adhería a la opinión sobre la falsa autoría de las obras de Shakespeare, negándose a creer en la atribución tradicional de estos escritos al William Shakespeare de Stratford-upon-Avon. Whitman comenta en sus Ramas de noviembre (1888) sobre las obras históricas de Shakespeare:

Concibiendo el gran calor y el pulso del feudalismo europeo, personificado sin parangón en la aristocracia medieval, en su elevado espíritu de lo despiadado y en su gigantesca casta, con su aire peculiar y su arrogancia (no simplemente afectación), sólo alguno de los “condes lobunos” tan abundantes en las obras por derecho propio, o algunos nacidos por descendencia con conocimiento, parecen poder ser el verdadero autor de semejantes obras, obras en ciertos aspectos más grandes que ninguna otra registrada en la historia literaria.
Ramas de noviembre (1888). Walt Whitman

### Esclavitud
Whitman se oponía a la extensión de la esclavitud en los Estados Unidos y apoyó la cláusula Wilmot, que pretendía suprimir la esclavitud en los nuevos territorios conquistados. Al principio se opuso al abolicionismo, creyendo que el movimiento hacía más daño que bien. En 1846 escribió que los abolicionistas habían retrasado el avance de su causa por su “radicalismo y su estilo burocrático”. Su mayor preocupación era que estos métodos desviaban el proceso democrático, como fue la negativa de los Estados del Sur a poner sus intereses por sobre los de toda la nación. En 1856, en su no publicada The Eighteenth Presidency, apoyando a los hombres del Sur, escribió "O abolen la esclavitud o ésta los abolirá a ustedes". Sin embargo, apoyó la muy extendida opinión de que los afroamericanos no deberían votar.

## Legado e influencia

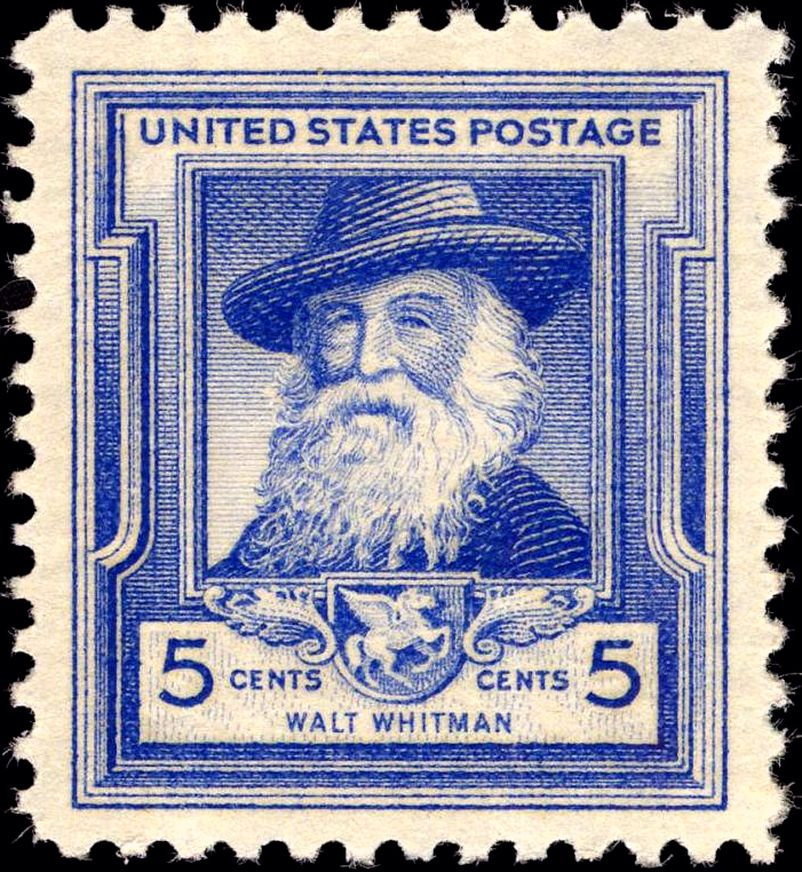
Sello conmemorativo de Estados Unidos dedicado a Whitman (1940)

Whitman fue llamado el primer poeta de la democracia estadounidense, un título referido a su habilidad para escribir sobre el singular carácter de esta nación. Una amiga británica, Mary Smith Whitall Costelloe, escribió: “No se puede entender realmente a los Estados Unidos sin Walt Whitman, sin Hojas de hierba... Expresó fielmente la civilización ''actualizada'', como él diría, y ningún estudioso de la historia de la filosofía podría obviarlo". El poeta modernista Ezra Pound dijo sobre Whitman -no sin cierto fervor- “Poesía de América... Él es América”. Andrew Carnegie lo catalogó como “el gran poeta de América hasta el momento”. Whitman se consideraba a sí mismo un “Mesías” de la poesía. Uno de sus admiradores, William Sloane Kennedy, especuló que “la gente celebrará el aniversario del nacimiento de Whitman como ahora festeja el nacimiento del Redentor, de Cristo”.
El crítico literario Harold Bloom –autor de El canon occidental, entre otras obras eruditas- escribió en la introducción a la edición del 150 aniversario de Hojas de Hierba:“Si eres estadounidense, entonces Walter Whitman es tu padre y tu madre imaginarios, incluso si, como yo, nunca compusiste una línea en verso. Se puede nombrar un grupito de obras literarias como candidatos para las “Sagradas Escrituras” de los Estados Unidos. Podrían incluir Moby Dick de Herman Melville, Las aventuras de Huckleberry Finn de Mark Twain, y las dos series de ensayos de Emerson tituladas La conducta de la vida. Ninguno de ellos, ni siquiera los de Emerson, son tan centrales como la primera edición de Hojas de hierba".
El estilo de vida vagabundo de Whitman fue adoptado por el movimiento beat y sus líderes como Allen Ginsberg o Jack Kerouac y también por los poetas antibelicistas Adrienne Rich y Gary Snyder. Lawrence Ferlinghetti se contaba a sí mismo entre “los hijos rebeldes” de Whitman, y el título de su colección de 1961 Al partir de San Francisco es una deliberada referencia al famoso poema de Whitman Al partir de Paumanok.
Fue nombrado en el libro Ciudades de Papel junto con su libro Hojas de hierba. El gran escritor argentino Jorge Luis Borges admiraba mucho a Whitman y más de una vez aclaró que se vio ampliamente influido por su literatura, cuando no obsesionado. De su obra publicada conocemos dos ensayos pertenecientes a su libro Discusión. Los ensayos en cuestión son Nota sobre Walter Whitman y, El otro Whitman. En el prólogo a su libro El oro de los tigres, Borges sin embargo matiza: “Para un verdadero poeta, cada momento de la vida, cada hecho, debería ser poético, ya que profundamente lo es. Que yo sepa, nadie ha alcanzado hasta hoy esa alta vigilia. Browning y Blake se acercaron más que otro alguno; Whitman se lo propuso, pero sus deliberadas enumeraciones no siempre pasan de catálogos insensibles”.
Más tarde Borges escribiría un poema dedicado a la memoria de Whitman, titulado Camden, 1892 (en referencia al año y lugar de la muerte del poeta americano):

El olor del café y de los periódicos.

El domingo y su tedio. La mañana
 
y en la entrevista página esa vana
  
publicación de versos alegóricos

 
de un colega feliz. El hombre viejo
 
está postrado y blanco en su decente

habitación de pobre. Ociosamente

mira su cara en el cansado espejo.

Piensa, ya sin asombro, que esa cara

es él. La distraída mano toca
 
la turbia barba y la saqueada boca.

No está lejos el fin. Su voz declara:

casi no soy, pero mis versos ritman

la vida y su esplendor. Yo fui Walt Whitman.
Camden, 1892. Jorge Luis Borges

En el Prefacio de su poema  Altazor, el poeta chileno Vicente Huidobro alude a Whitman con los versos: "Aquél que todo lo ha visto, que conoce todos los secretos/ sin ser Walt Whitman, pues jamás he tenido una barba blanca/ como las bellas enfermeras y los arroyos helados." 
En el año 1991 el músico escocés Oliver Knussen compuso "Whitman Settings", para soprano y piano. Al año siguiente concluyó la versión para soprano y orquesta.

## Eventos importantes en la vida de Whitman
- 1819 — Nace el 31 de mayo en West Hills, Town of Huntington, Long Island.
- 1841 — Se muda a la ciudad de Nueva York.
- 1855 — Su padre, Walter, fallece. Primera edición de Leaves of Grass.
- 1871 — Sufre un infarto. Su madre, Louisa, muere.
- 1882 — Conoce a Oscar Wilde. Publica Specimen Days y Collect.
- 1888 — Sufre un segundo infarto. Enferma gravemente. Se publica November Boughs.
- 1892 — Walt Whitman muere el 26 de marzo en Camden, Nueva Jersey.

## Obra
- Franklin Evans (1842)
- La vida y aventuras de Jack Engle (1852)
- Hojas de hierba (1855 y sucesivas ediciones ampliadas hasta 1892)
- Manly Health and Training (1858)
- Drum-Taps (1865)
- Vistas Democráticas (1871)
- Memoranda durante la guerra (1876)
- Días de muestras (1882)
- ¡Oh Capitán!, ¡mi capitán! (1865)